# Hans de Korte (politicus)
Johannes (Hans) de Korte (Renkum, 18 juni 1932 – Barneveld, 21 maart 2001) was een Nederlands politicus van de VVD.
Hij was tot 1982 beroepsofficier bij de landmacht waar hij het bracht tot majoor en daarnaast was hij actief in de lokale politiek. Zo was hij vanaf 1974 in Barneveld VVD-lijsttrekker en hij is daar ook wethouder geweest. In 1982 werd hij lid van Provinciale Staten van Gelderland en in oktober 1985 werd De Korte benoemd tot burgemeester van Scherpenzeel. In augustus 1996 had hij een ernstige hersenbloeding waardoor hij niet meer kon werken. Vanwege de langdurige gezondheidsproblemen van De Korte werd de Barneveldse burgemeester Ton Hardonk in oktober van dat jaar tevens waarnemend burgemeester van Scherpenzeel. De Korte zou niet meer terugkeren en ging in juli 1997 met pensioen. Hij overleed in 2001 op 68-jarige leeftijd. Naar hem is in Scherpenzeel de 'Burgemeester de Kortesingel' vernoemd.